# Mémorial national néo-zélandais de Longueval
Pour les articles homonymes, voir Longueval (homonymie).
Le Mémorial national néo-zélandais de Longueval est situé sur le territoire de la commune de Longueval dans le département de la Somme. Il commémore la participation de la division néo-zélandaise à la bataille de la Somme en 1916. Il se compose du cimetière militaire britannique Caterpillar et du monument à la division néo-zélandaise.

## Historique
Après avoir participé à l'expédition des Dardanelles, la division néo-zélandaise fut envoyée sur le front occidental où elle participa à la bataille de la Somme. Le 15 septembre 1916, les soldats néo-zélandais participèrent à la première bataille de chars entre le village de Longueval et le bois des Fourcaux (High Wood) et prirent le village de Flers. Ils participèrent ensuite à la prise de la butte de Warlencourt (Pas-de-Calais).

## Le Mémorial
Le mémorial national néo-zélandais de Longueval a été érigé sur deux lieux distincts :
- au nord du village, le monument à la division néo-zélandaise sur les lieux fixés comme objectif à atteindre par cette division lors de la bataille de la Somme. De cette position, elle partit à l'assaut du village de Flers, le 15 septembre 1916. Lors de cette bataille furent utilisés pour la première fois des chars de combat, les « tanks »[1]. Le monument à la division néo-zélandaise est situé à l'écart du village de Longueval, au bout d'un chemin goudronné. De la forme d'un obélisque, il est situé à l'emplacement du point de départ de la division néo-zélandaise pour la prise de Flers. Sur ce monument très sobre, décoré, en haut et en bas, d'une couronne de fleurs sculptée, est gravée cette dédicace :
« In Honour of
The Men of the
New Zeland
First Battle
Of the Somme
1916 »

Sur les côtés, sont gravés le nom des batailles auxquelles les soldats néo-zélandais ont pris part.
- à l'ouest du village, dans le cimetière Caterpilar Valley, le mur est construit en pierres venues de Portland (Northland), en Nouvelle-Zélande. Sur ce mur sont gravés les noms de 1 205 soldats néo-zélandais morts pendant la bataille de la Somme et qui n'ont pas de sépulture connue.

Le mémorial de Longueval est l'un des quatre mémoriaux néo-zélandais de la Grande Guerre situés en France et en Belgique. Il a été inauguré, en 1922, par le président du conseil législatif néo-zélandais, Francis Bell.
Chaque 25 avril, une cérémonie se déroule, devant le mémorial, dans le cadre de l'ANZAC Day.

### Galerie

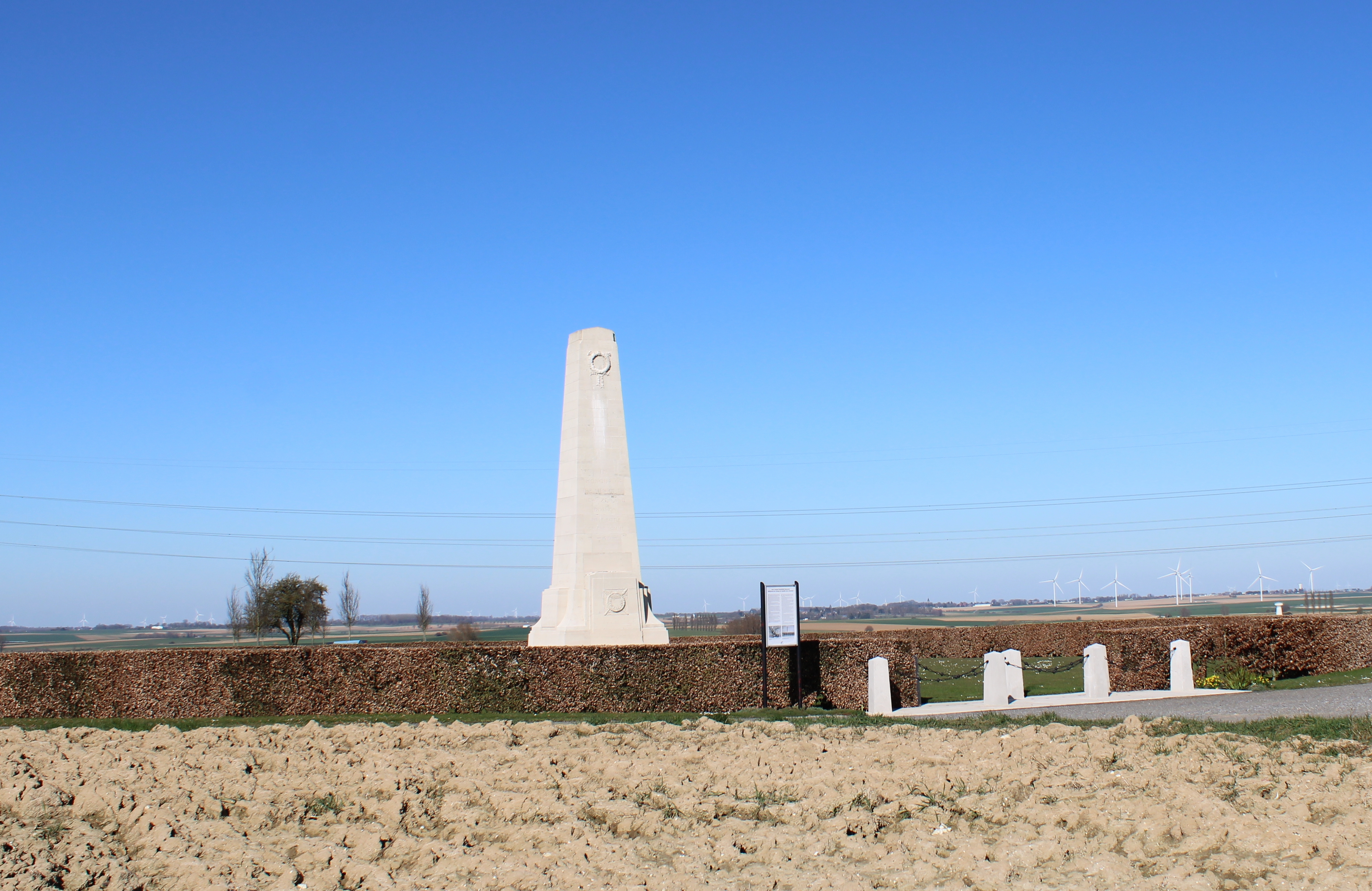
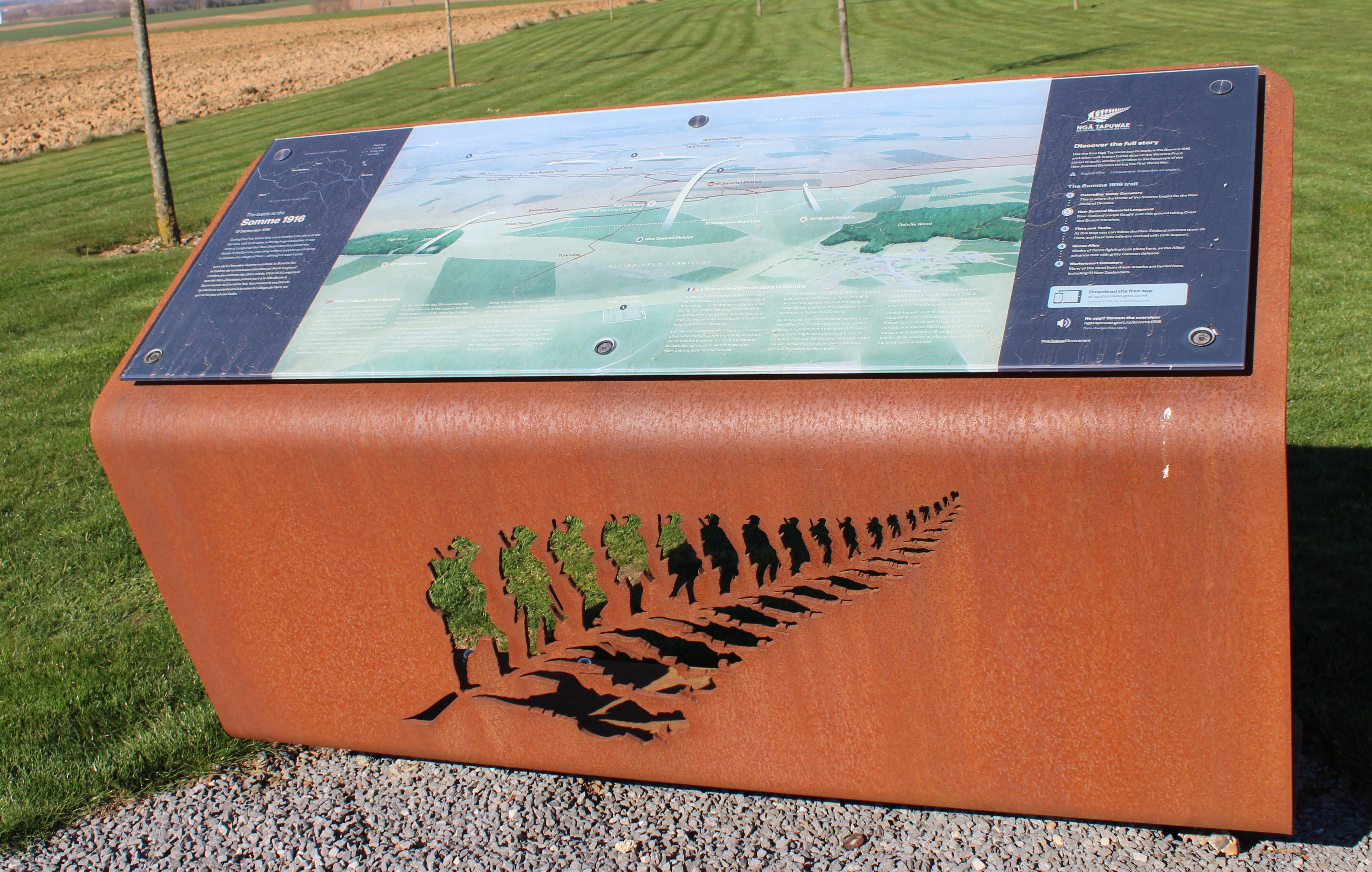
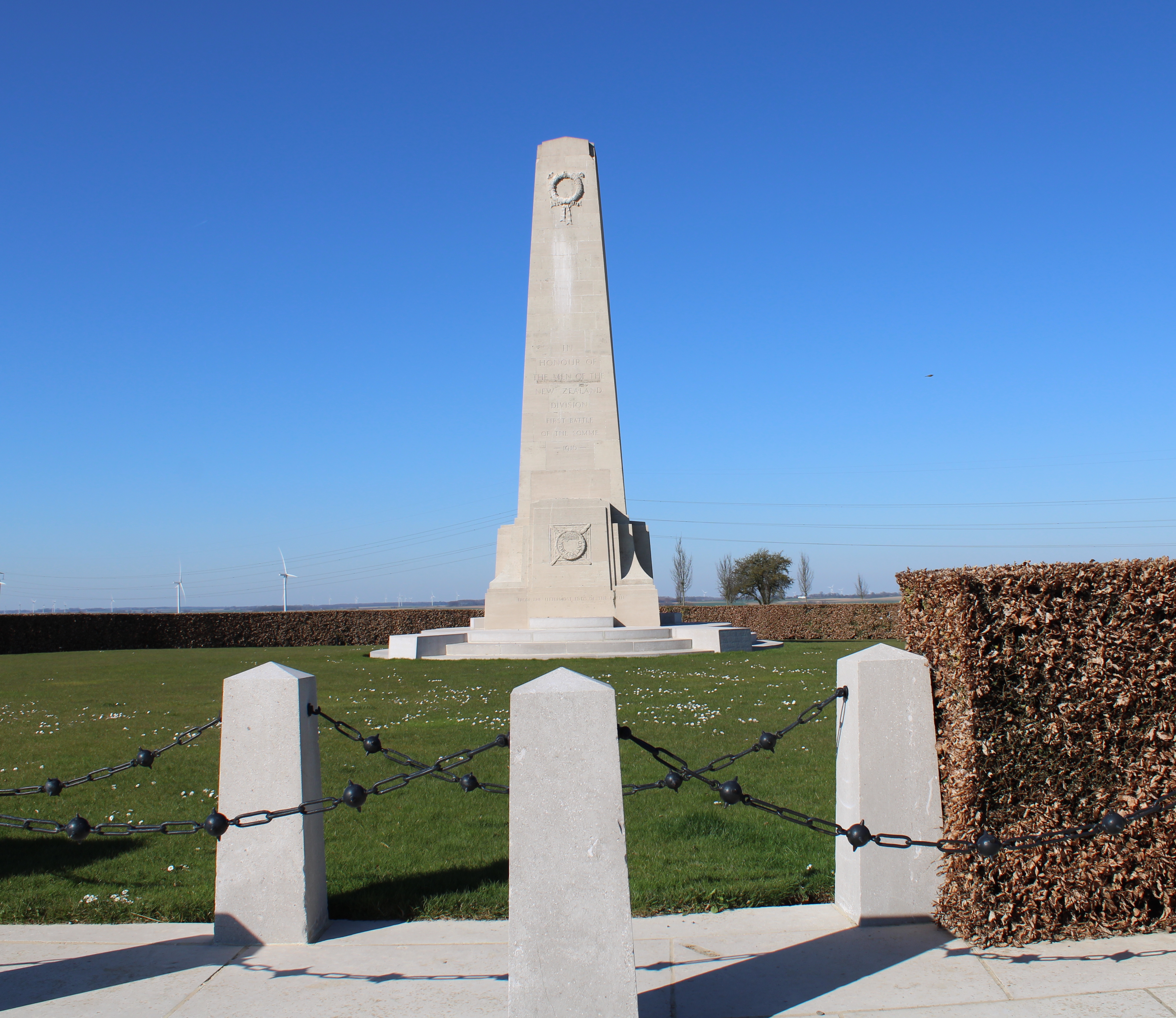
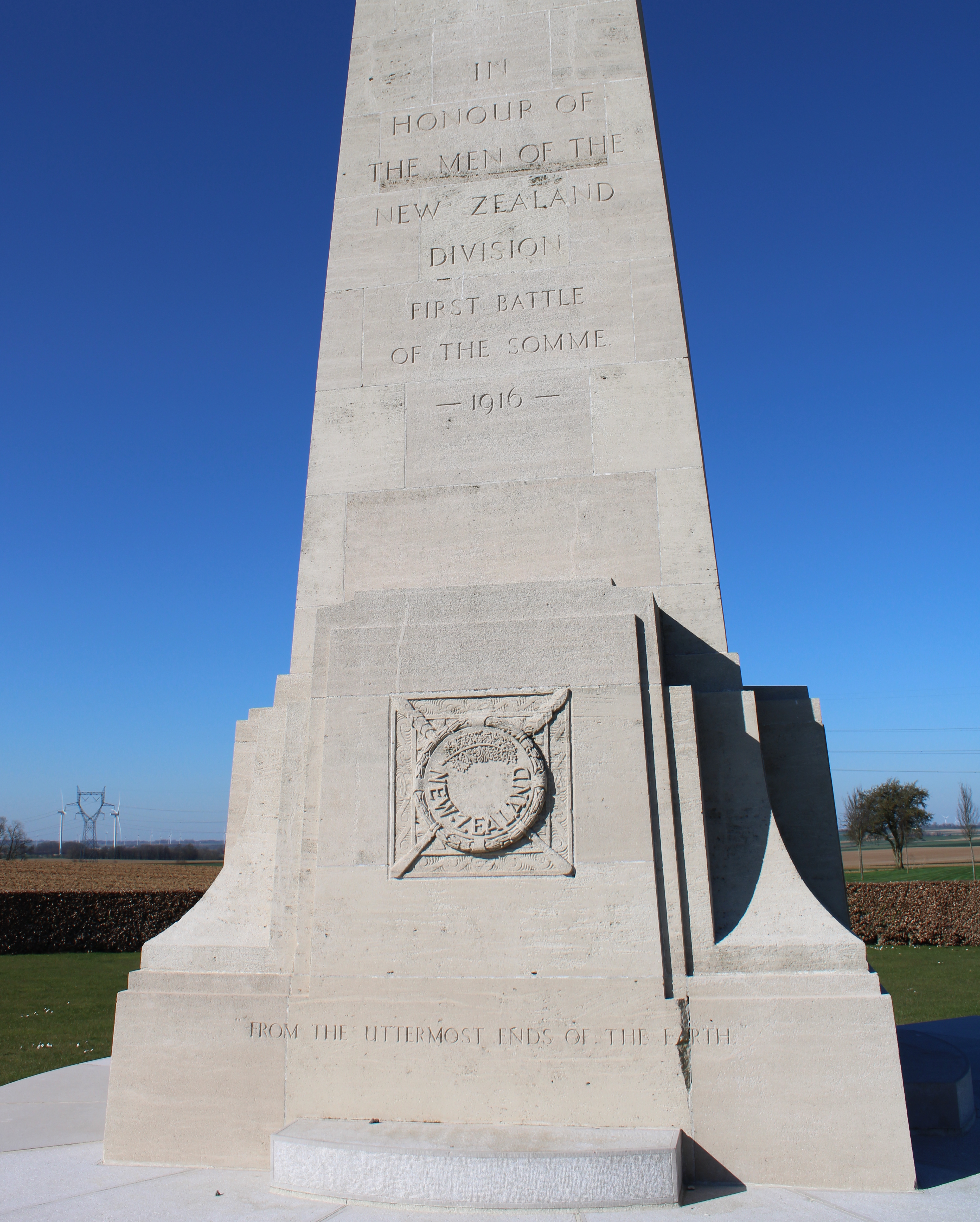

## Cimetière militaire britannique Caterpillar (Caterpillar Valley Cemetery)

### Histoire
« Caterpillar Valley » est le nom donné par les Britanniques à la longue vallée bordant, à l'est, les hauteurs de Guillemont. Ce fut le lieu d'âpres combats pendant la bataille de la Somme, la position fut prise par les Britanniques dans la deuxième quinzaine du mois de juillet 1916. 
En mars 1918, au cours de la bataille du Kaiser, l'armée allemande en reprit le contrôle jusqu'au 28 août 1918 lorsque les Gallois de la 38e division en firent la reconquête au cours de l'offensive des Cent-Jours. C'est à cette époque que fut édifié un petit cimetière qui fut agrandi après le 11 novembre 1918 où l'on transféra des tombes isolées du champ de bataille et de 31 cimetières des environs.

### Caractéristiques

#### Les sépultures
Situé sur la route de Contalmaison, ce cimetière rassemble 5 569 sépultures de soldats du Commonwealth dont 5 229 britanniques, 214 néo-zélandais, 100 australiens, 18 sud-africains, 8 canadiens. C'est, par le nombre de personnes inhumées, le deuxième cimetière militaire britannique du département de la Somme.

#### Le mémorial néo-zélandais
Le mur est du cimetière, construit en pierre venues de Portland (Northland), en Nouvelle-Zélande, est un mémorial sur lequel sont gravés les noms de 1 205 soldats néo-zélandais morts pendant la bataille de la Somme et qui n'ont pas de sépulture connue. Parmi les tombes sur la rangée A 14, se trouvent des tombes de soldats maoris.
En 2004, la dépouille d'un soldat néo-zélandais inconnu fut exhumé de ce cimetière militaire et transférée au mémorial national de la Guerre de Wellington, le 11 novembre de la même année.

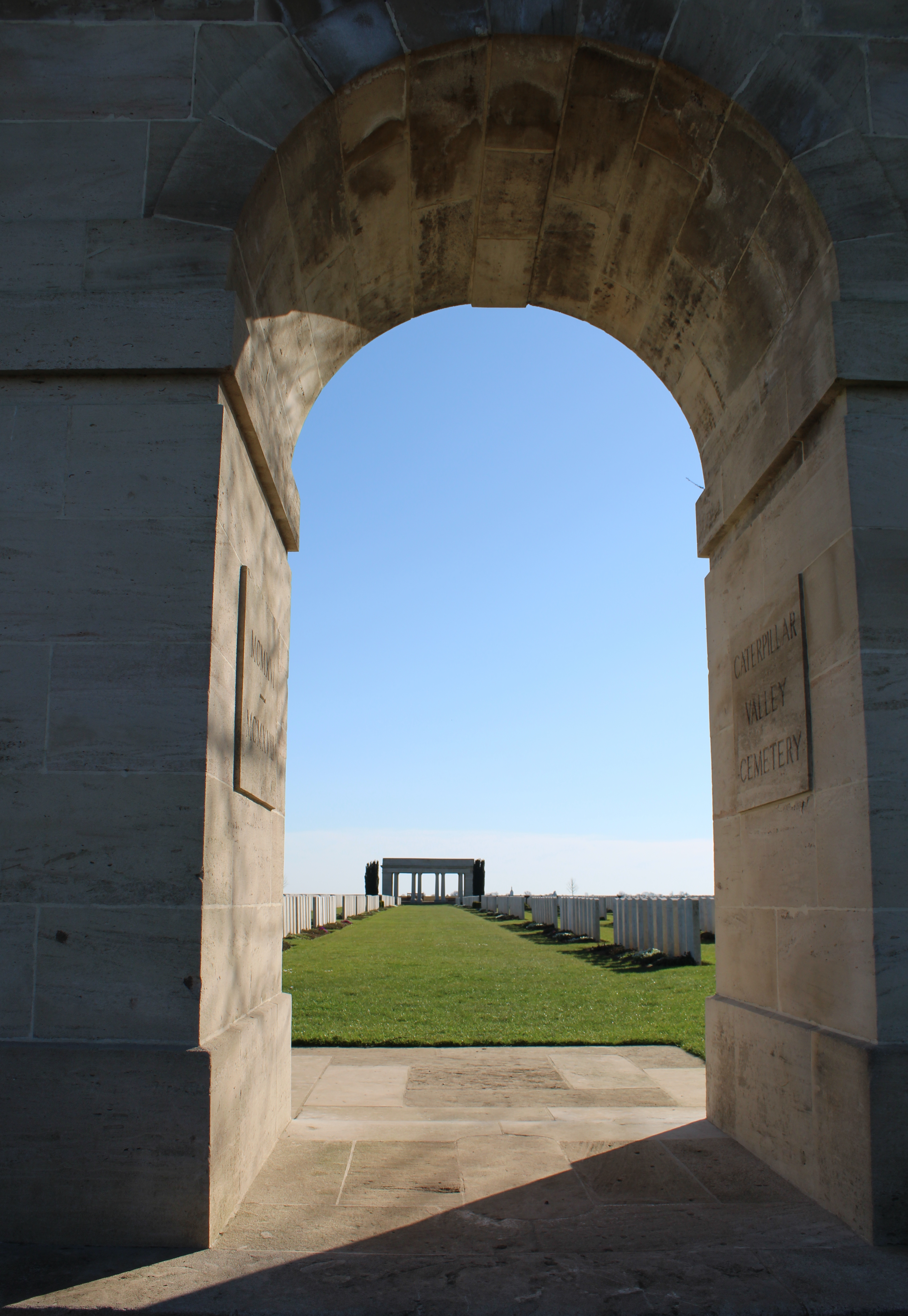
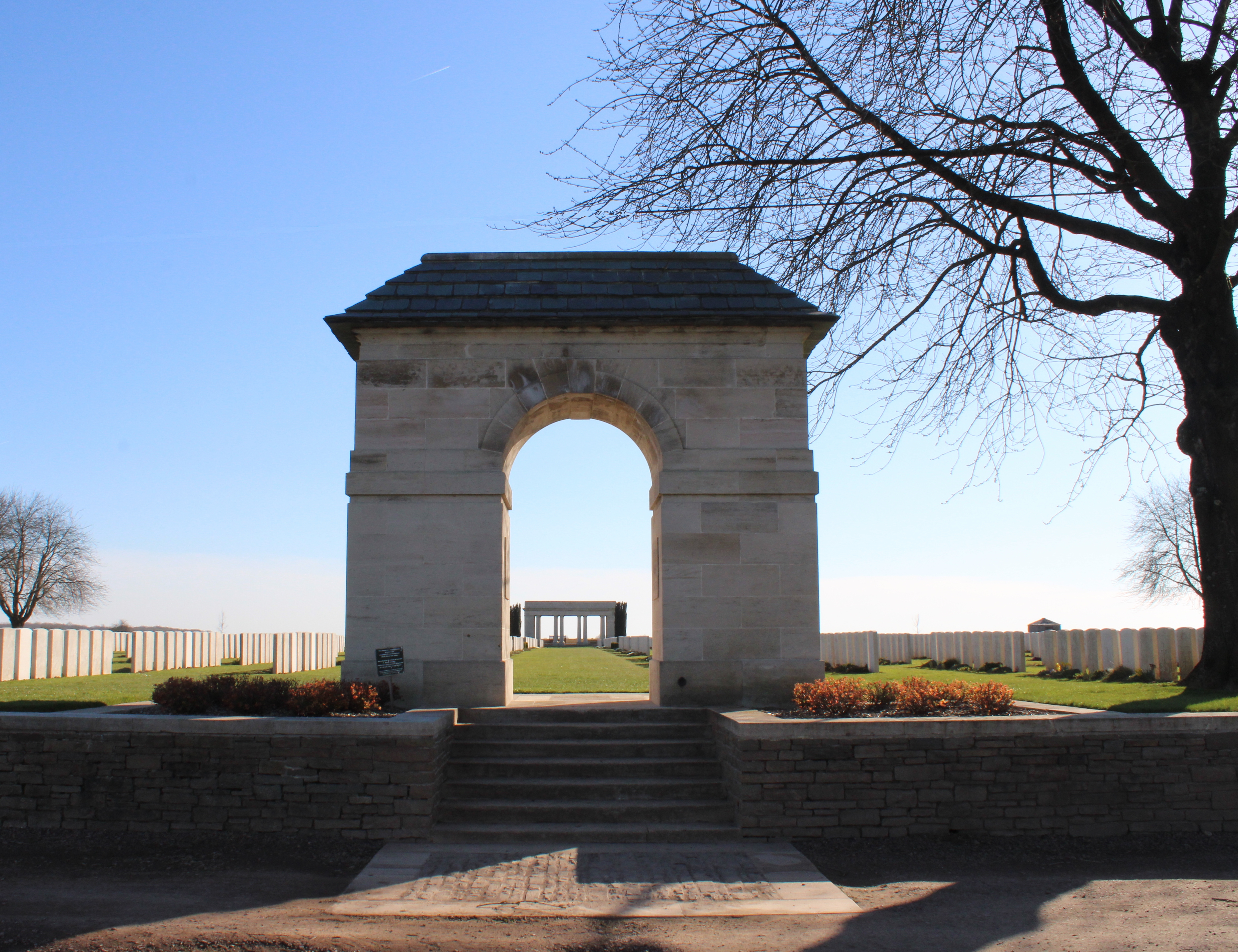
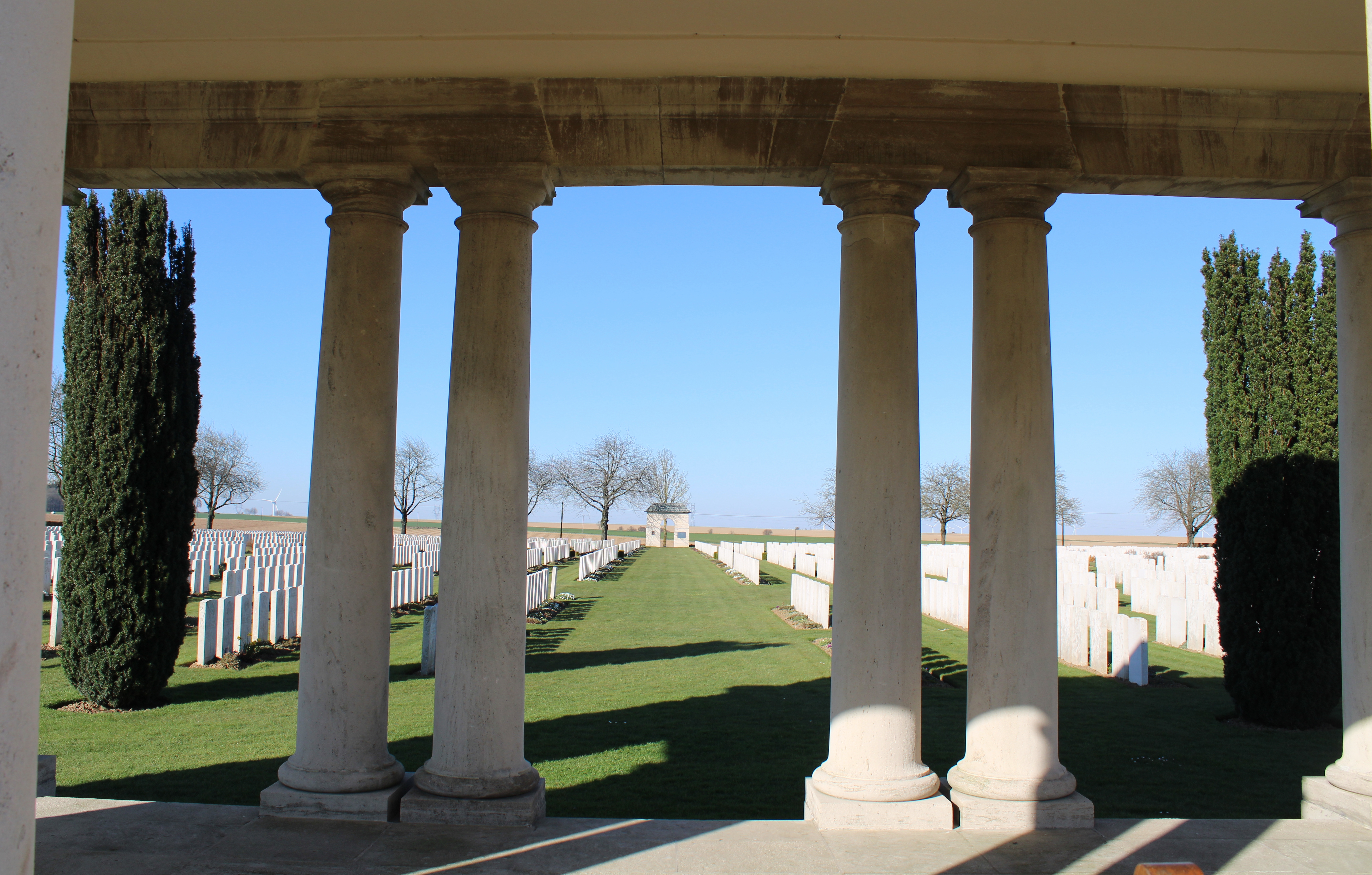
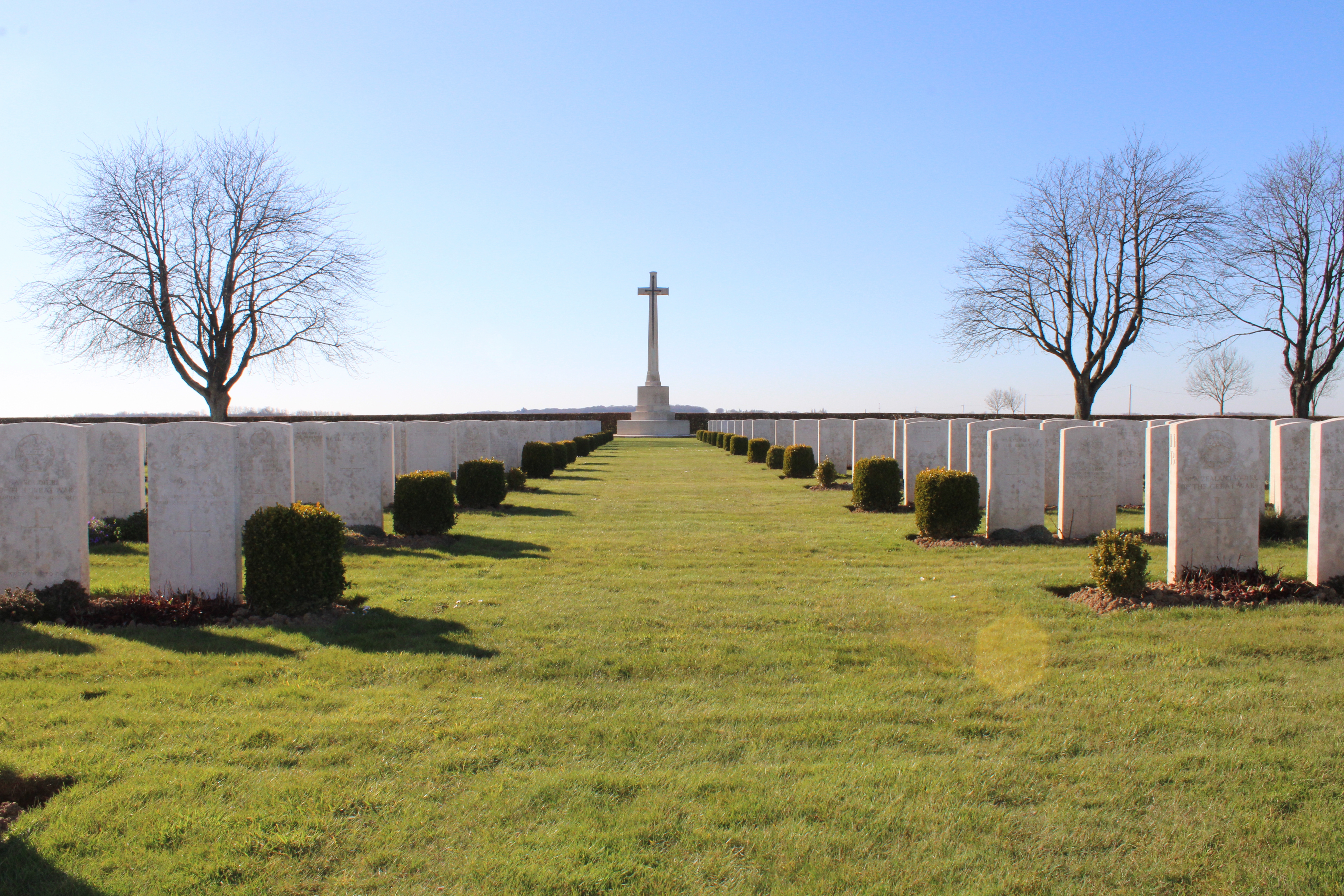
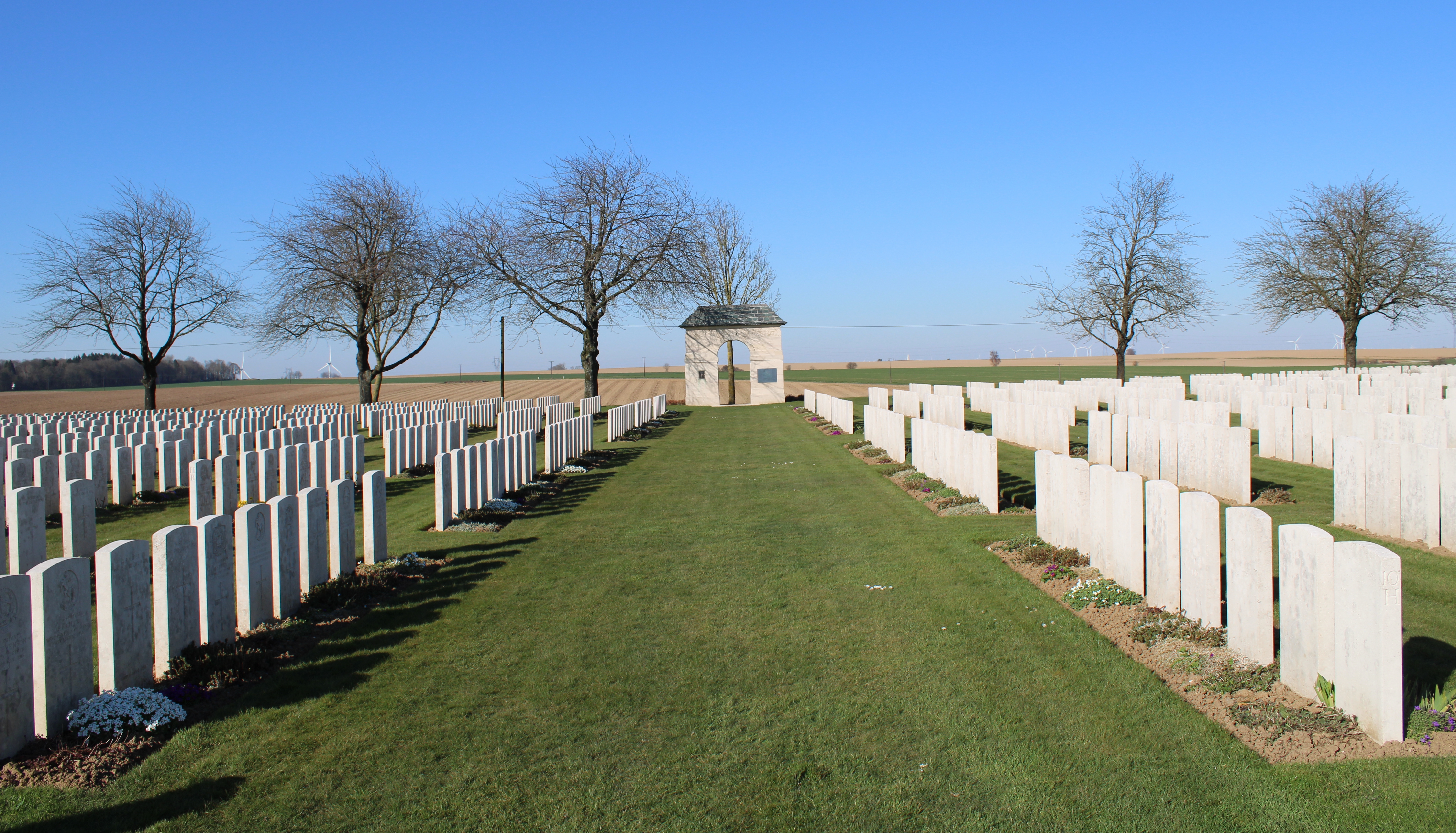
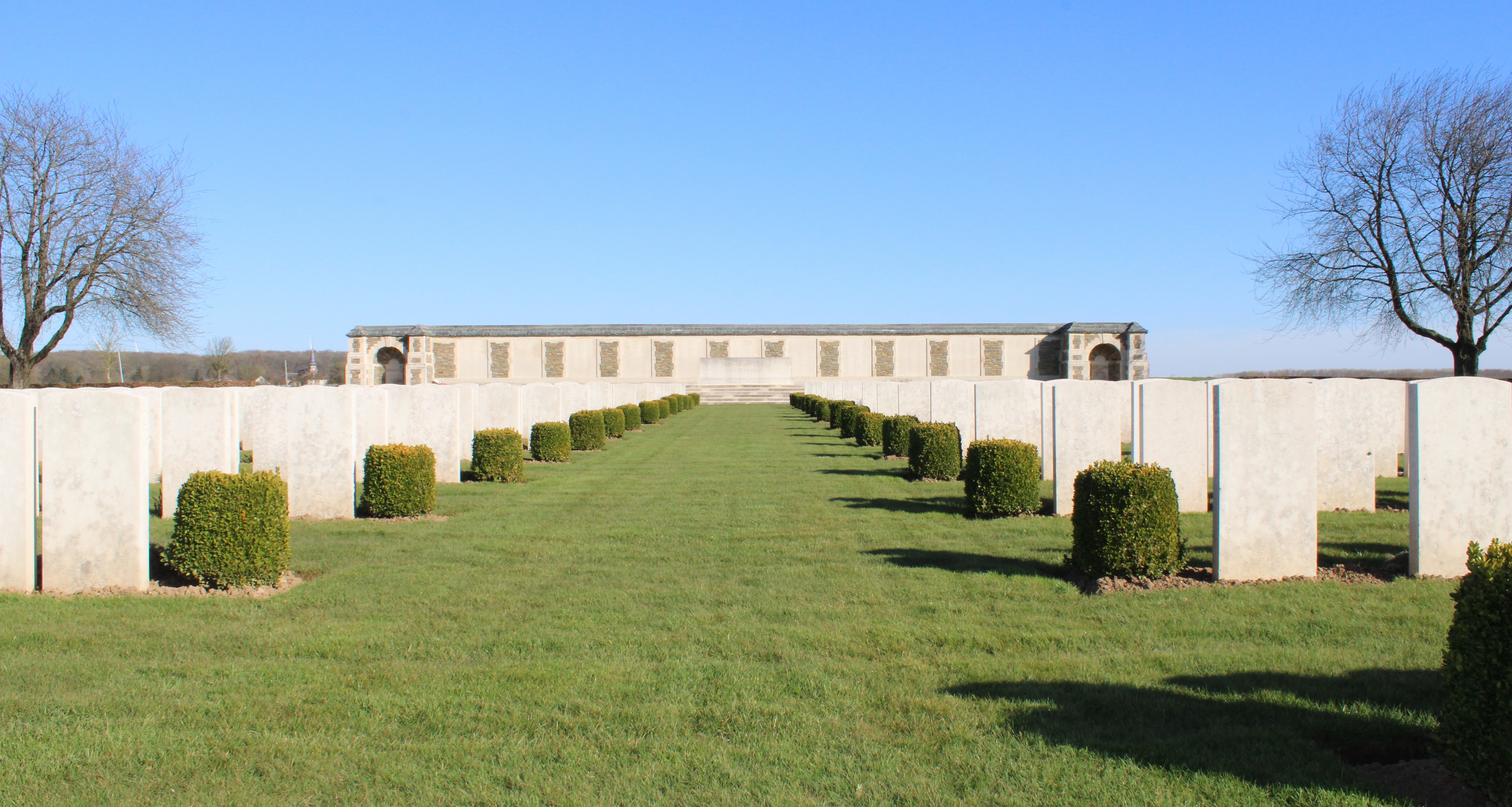

### Sépultures
| Pays             | Sépultures |
| ---------------- | ---------- |
| Royaume-Uni      | 5 229      |
| Australie        | 100        |
| Canada           | 8          |
| Nouvelle-Zélande | 214        |
| Afrique du Sud   | 18         |
| Total            | 5 569      |